# Advanced Multi-Mission Operations System
Das Advanced Multi-Mission Operations System, oder AMMOS, ist ein von der NASA empfohlenes System zum Betrieb von Weltraummissionen, insbesondere für NASA-Missionen zur Erforschung des Sonnensystems. Es ist in seinen wichtigsten Teilen eine modulare Software zur Missionkontrolle, bietet aber zusätzliche Dienstleistungen, z. B. Betriebspersonal für die Missionskontrolle oder Beratung während der Missionsentwicklung. Nicht zu AMMOS gehören die Dienstleistungen von Antenennetzen wie das Deep Space Network oder Near Earth Network, die aber über zusätzliche Vereinbarungen genutzt werden können.
AMMOS wird von Jet Propulsion Laboratory (JPL) bereitgestellt und unterhalten. AMMOS wurde zum ersten Mal 1998 mit Deep Space 1 eingesetzt und getestet. Seit der Einführung wurden bestehende Missionen nachträglich auf den Betrieb mit AMMOS umgestellt. Generell werden inzwischen fast alle NASA-Missionen von AMMOS gesteuert.
ESA-Missionen unter der Kontrolle von ESOC in Darmstadt werden mit der Software SCOS-2000 betrieben, die ähnliche Funktionen bereitstellt.

## Konzept
Neue Missionen können mit AMMOS die Erfahrungen und Module aus früheren Missionen nutzen, ohne entsprechende Funktionen neu entwickeln zu müssen und können sie einfach lizenzieren. Die angebotenen Module waren bereits für mehrere Missionen im Einsatz und deren Funktionsweise, Zuverlässigkeit und Grenzen sind bekannt, sie müssen sie nicht mehr neu entwickelt und aufwendig getestet werden. Für neue Raummissionen wird bereits in der Planungsphase ein Konzept für die Missionssteuerung angeboten.
Entwickler können auf bereits bestehende Lösungen und Empfehlungen zurückgreifen. Sie können diese Grundfunktionen der Steuerung einfach übernehmen und sich auf diese Weise auf die eigentlichen Aufgaben der Mission konzentrieren, so sparen die Zeit für die Entwicklung dieser Teile und tragen nur noch die Kosten für missionsspezifische Anpassungen. AMMOS deckt den gesamten Lebenszyklus einer Mission ab, von der Planung bis zur dauerhaften Archivierung der Nutzlastdaten. AMMOS bietet die Erfahrung und Unterstützung für die kritischen Phasen einer Mission wie Einschwenken in eine Umlaufbahn, Erreichen einer bestimmten Umlaufbahn, Abstieg und Landung eines Landers, Kurskorrekturmanöver im tiefen Raum etc.
AMMOS kann viele Missionen gleichzeitig betreiben. Der Einsatz von Bodenkontrolle, Antennenetzwerken und anderen Einrichtungen kann vorausgeplant werden und die Ressourcen können in der Zeit, in der eine Mission sie nicht benötigt, für andere Missionen genutzt werden. Lange Kommunikationsphasen mit einer Raumsonde können beispielsweise in eine Zeit gelegt werden, in der keine andere Mission diese Ressourcen benötigt. Dieses bedeutet eine große Kostenersparnis, da nicht jede Mission ihr eigenes Missionskontrollzentrum, eigenes Personal und eigene Kommunikationseinrichtungen benötigt, die Einrichtungen werden besser und gleichmäßiger ausgelastet und die benötigten Ressourcen sind im Vorfeld geplant und kommen nicht mit anderen Missionen ins Gehege.

## Grundmodule
Ammos hat mehrere Grundmodule, die Missionen können daraus die Teile wählen, die sie jeweils benötigen.
- Planning and Sequencing: Die Erstellung eines Flugplans und eines Plans für die wissenschaftlichen Beobachtungen, daraus wird eine Folge von komplexen Befehlen generiert, die an das Raumschiff übermittelt und zur richtigen Zeit ausgeführt wird. Dabei werden die Grenzen des Raumfahrzeugs beachtet. Die Regeln für den Betrieb (z. B. Aktivitäten, die sich gegenseitig ausschließen oder Aktivitäten, die immer nach einer bestimmten Reihenfolge verlaufen müssen), die Regeln für die Mission und Flugbahn,  die Regeln für die wissenschaftlichen Aktivitäten und der Einsatzplan der Instrumente werden miteinander verknüpft, dass die verschiedene Aktionen nicht gegenseitig in Konflikt kommen und Ressourcen passend zugeteilt werden. Beispielsweise wird die Ausrichtung zur Kommunikation, Bahnkorrektur und wissenschaftliche Beobachtung zu verschiedenen Zeiten ausgeführt.
- Mission Control: Echtzeitüberwachung und Kontrolle des Raumschiffs, vor und nach dem Start. Dazu gehört der Datenempfang und die Berechnung der Flugbahn aus den Telemetriedaten und deren Darstellung, Vorbereiten und Senden der Flugbefehle durch ein Antennennetzwerk wie Deep Space Network oder Near Earth Network, oder jedes andere Netzwerk, das gemäß CCSDS zusammenarbeiten kann.
- Mission Design and Navigation: Planung und Optimierung der Flugbahn für zukünftige Aktivitäten. Sicherstellung, dass Geschwindigkeit, Richtung und Position bekannt sind.
- Flight System Performance and Analysis: Überwachung der Systemfunktionen, Ermittlung des technischen Zustands und der Leistungen des Systems, beispielsweise die möglichen Datenraten, die zur Verfügung stehende elektrische Leistung, Ladezustand von Batterien, Wärmekontrolle, Speicher- und Prozessorauslastung, Treibstoffvorrat etc. Vorausplanung dieser Werte über den gesamten Zeitraum der Mission.
- Datenverarbeitung und Archivierung der Daten der Nutzlast: Die Generierung von Daten der wissenschaftlichen Instrumente, deren Verarbeitung, Darstellung, Übergabe an die Ingenieure der Instrumente für die wissenschaftliche Nutzung. Vorplanung der wissenschaftlichen Beobachtungen. Bereitstellung von Bedienpersonal für das Raumfahrzeug, Verbreitung von Informationen über den Start und die Missionsergebnisse an die Medien. Es gibt die Möglichkeit die Datenformate zu verarbeiten sowie zu verifizieren und zu archivieren und zuletzt die Aufnahme von Daten in das Planetary Data System (PDS) der NASA nach Standardvorgaben.